# Krystyna (dramat)
Krystyna (fr. Christine ou Stockholm, Fontainebleau et Rome) – dramat Alexandre’a Dumasa (ojca) z 1830 roku, osnuty na wydarzeniach z życia królowej szwedzkiej Krystyny.

## Geneza utworu
Po wystawieniu 21 listopada 1826, napisanego wspólnie z Leuwenem i Lassangem, wodewilu Wesele i pogrzeb następne miesiące upłynęły Dumasowi na próbach i poszukiwaniach. Niepowodzeniem zakończyła się próba napisania wspólnie z Frédérikiem Soulié sztuki Szkoccy purytanie, opartej na motywach powieści Waltera Scotta, jak i samodzielne przedsięwzięcia Dumasa – Bracia Grakchowie i oparte na dramacie Schillera Sprzysiężenie Fieska. Zwiedzając doroczny salon malarstwa i rzeźby, Dumas zwrócił uwagę na płaskorzeźbę Felicie de Faveau, przedstawiającą śmierć Monaldeschiego. U swego przyjaciela Frédérica Soulié dowiedział się z Biografii powszechnej, że Giovanni Monaldeschi, kochanek królowej szwedzkiej Krystyny, zazdrosny o rywala, również Włocha, Sentinellego, napisał obelżywy i nierozważny list i został przez tegoż Sentinellego zamordowany w 1657 roku z rozkazu rozgniewanej królowej w pałacu Fontainebleau. Temat spodobał się Dumasowi i zaproponował Souliému wspólną pracę nad dramatem. Ten jednak uznał, że każdy z nich powinien opracować tę historię samodzielnie, a kto skończy pierwszy, ten popróbuje szczęścia z wystawieniem sztuki.
Dumas zatrudniony jako urzędnik w sekretariacie księcia orleańskiego nie miał zbyt wiele wolnego czasu. Postarał się więc o przeniesienie do działu Lasów, w którym nie pracowano wieczorami. U swego nowego przełożonego pana Deviolaine’a uzyskał osobny pokój do pracy, co pozwalało mu, dzięki umiejętności szybkiego pisania, poświęcać codziennie kilka godzin na pracę nad dramatem. W krótkim czasie miał gotowy pięcioaktowy utwór, napisany aleksandrynem.

## Starania o wystawienie dramatu
Za radą swojego kolegi z pracy i mentora, Lassange’a, Dumas postarał się o wstawiennictwo Charles’a Nodiera, u dyrektora Komedii Francuskiej barona Taylora. Dumas spotkał Nodiera przed kilku laty w teatrze na przedstawieniu melodramatu Wampir, rozmawiał z nim podczas spektaklu o literaturze, do momentu, gdy po trzecim akcie woźni usunęli sympatycznego rozmówcę młodego pisarza z sali za zakłócanie porządku. Dopiero z prasy dowiedział się następnego dnia, z kim rozmawiał. Wątpił, czy Nodier go pamięta, jednak jeszcze tego samego dnia otrzymał bilet od dyrektora Taylora, zapraszającego go następnego dnia rano na czytanie utworu. Taylor przyjął pisarza w wannie i wysłuchał, ze wzrastającym zainteresowaniem, utworu, po czym natychmiast udał się z nim do teatru, by zgłosić sztukę do czytania przed komitetem repertuarowym. Czytanie wypadło po myśli autora. Rozentuzjazmowany pisarz zgubił po drodze do domu rękopis sztuki i musiał ją w następnych dniach odtworzyć z pamięci. Komitet postawił natomiast jeden warunek: sztuka będzie przyjęta po wyrażeniu o niej opinii przez członka Akademii, komediopisarza Louisa Benoit Picarda. Picardowi utwór się nie spodobał, wyraził się o nim negatywnie, a Dumasowi poradził, by lepiej wrócił do pracy w biurze. Taylor, zirytowany tym, że ktoś podważa jego autorytet, poprosił o dodatkową opinię Nodiera. Ten napisał: Oświadczam z ręką na sercu, że „Krystyna” jest jednym z najlepszych utworów, jakie czytałem w ciągu ostatnich dwudziestu lat. Po tej opinii sztuka została, po kilku drobnych poprawkach zgłoszonych przez aktora Samsona, przyjęta jednogłośnie przez komitet repertuarowy.
Dumasa czekał jeszcze bój z cenzurą, w której oczach pisarz, będący pracownikiem uznawanego za liberała księcia orleańskiego, uchodził za podejrzanego. Raport z 30 maja 1828 nie brzmiał dobrze: mimo kilku dobrych scen, sztuka jest pełna niedociągnięć, których można było z łatwością uniknąć. Tym razem dotknięty poczuł się sam książę orleański, który interweniował, przez dyrektora generalnego swojej kancelarii Manche’a de Brovala, u ministra, hrabiego Martignaca. Sam Dumas napisał również do ministra list, w którym wykładał swoje zamierzenia: Jeśli Wasza Ekscelencja zechce łaskawie przeczytać dramat „Krystyna”, sam się przekona, że nie było w żadnym razie moją intencją zapewnienie sobie sukcesu za pomocą aluzji [...] wręcz przeciwnie, cały czas dokładałem starań, by akcja w najmniejszym stopniu nie odbiegała od historycznej prawdy. 13 czerwca cenzura wydała zgodę na wystawienie sztuki.
Jak się wkrótce okazało, nie był to jeszcze koniec trudności autora. Rozpoczęto próby z panną Mars w roli Krystyny i Firminem jako Monaldeschim. Panna Mars, dobiegająca już wówczas pięćdziesiątki, ze względu na swój wciąż młodzieńczy wygląd, spokojną słodycz i doskonałą dykcję, zabierała dla siebie najlepsze role, od amantek po naiwne dziewczęta. Zrobiła karierę na klasykach i czuła się nieswojo w rolach romantycznych heroin, które powinny wyrywać sobie włosy z głowy, krzyczeć i czołgać się na kolanach. Miała na to zbyt wiele dobrego smaku i zbyt delikatny głos. Odwiedziła więc Dumasa w biurze w Palais-Royal, żeby skłonić go do wykreślenia bardziej gwałtownych kwestii. Gdy autor, bardzo przywiązany do ich piękności, odmówił, panna Mars poczęła je podczas prób pomijać. Wreszcie wzięła w lipcu urlop na całe lato. Za jej przykładem pretensje do psychologicznej wymowy swoich postaci zaczęli zgłaszać i inni aktorzy. 4 sierpnia, ku zupełnemu zaskoczeniu Dumasa, Komedia Francuska wprowadziła do repertuaru inną sztukę z tą samą bohaterką, Krystynę, królową Szwecji Louisa Braulta, przyjaciela księcia Decazesa. Główną rolę miała w niej zagrać panna Valmonzey, kochanka Evarista Dumoulina, prasowego potenta, dyrektora Le Constitutionnel. Dumas się poddał. W niedługi czas potem Fryderykowi Soulié udało się zainteresować teatr Odéon jego własną, trzecią już, wersją dramatu o Krystynie. Dumas nie protestował, doszedł do wniosku, że jego dramat wymaga znaczących zmian, zanim będzie mógł być z powodzeniem wystawiony.

## Drugi bój oKrystynę
Po sukcesie Henryka III i jego dworu na początku 1829, Dumas, który w międzyczasie objął funkcję bibliotekarza u księcia orleańskiego, napisał nową sztukę Długowłosą Edith. Nie udało mu się jej jednak sprzedać, powrócił więc do Krystyny i mocno ją przerobił. Dodał prolog w Sztokholmie i epilog w Rzymie, stworzył nowy, drugoplanowy wątek i nową postać, na prośbę swej kochanki Virginii Boubier: Paulę, kochankę Monaldeschiego. Wprowadzenie dodatkowej postaci poprawiło strukturę dramatyczną utworu. 13 października Krystyna Souliégo poniosła klęskę w Odéonie. Następnego dnia Dumas otrzymał list od dyrektora teatru Harela: Drogi Dumas, co pan sądzi o pomyśle panny George, żeby natychmiast wystawić pańską „Krystynę” w tym samym teatrze i w tej samej obsadzie aktorskiej? Proszę nie robić sobie wyrzutów, że skraca pan żywot sztuki przyjaciela. Wczoraj umarła śmiercią naturalną. Oburzony propozycją Dumas przesłał list przyjacielowi. Ten jednak poradził mu wrzucić kawałki jego sztuki do worka pierwszego napotkanego szmaciarza i wystawić swoją.
Mając zgodę przyjaciela Dumas, przyjął propozycję Harela. Wspierała też pisarza panna George, gwiazda francuskiej sceny, która bardzo chętnie grywała królowe i księżniczki. Pierwsze czytanie sztuki z Saint-Beuve’em i Tissotem jako doradcami literackimi skończyło się połowicznym sukcesem. Sztuka została przyjęta, ale Harel domagał się wniesienia przez autora poprawek. Rozwścieczony Dumas domagał się drugiego czytania. Tym razem aktorzy, wśród których prym wiodła panna George, ściągnęli jako swego orędownika Jules’a Janina. Drugie czytanie w dniu 5 grudnia zakończyło się przyjęciem sztuki. Harel wciąż niezadowolony ze sztuki próbował nakłonić pisarza, by przerobił ją na prozę. Dotknięty do żywego Dumas odmówił i dyrektorowi nie pozostało nic innego, jak rozpocząć próby. Rolę Krystyny otrzymała panna George, Lockroy – Monaldeschiego, Virginie Boubier, dla której Dumas napisał rolę pazia Pauli, zwabiona lepszym kontraktem, odeszła do francuskiego teatru w Sankt Petersburgu.
Po raz kolejny sprzeciw zgłosiła cenzura. Dumas udał się do Charles’a Brifauta, wpływowego członka Akademii, by przekonać go, że sztuka nie ma w sobie nic wywrotowego. Brifautowi nie podobał się sposób, w jaki Krystyna mówiła o królewskim diademie: To królewska błyskotka, znalazłam ją w swojej kołysce. Uznał to za deptanie boskiego prawa. Protestował też przeciw wysłaniu przez Krystynę jej korony Cromwellowi, który kazał ją przetopić. Bezsilny wobec Brifauta, Dumas udał się do szefa cenzury Henriego de Lourdeix, usłyszał jednak jedynie, że sztuka nie ujrzy światła dziennego. Postanowił więc zainteresować burzliwymi losami jego sztuki faworytę Ludwika XVIII, panią du Cayla. Posunięcie okazało się trafne. Po kilku dniach urząd cenzury wyraził zgodę na wystawienie Krystyny bez większych zmian.

## Osoby
| Osoba               | Jej rola w dramacie                           | Aktor premierowy |
| ------------------- | --------------------------------------------- | ---------------- |
| Krystyna            | królowa Szwecji                               | panna George     |
| Karol-Gustaw        | jej następca                                  | A. Vincent       |
| Jean de Monaldeschi | książę, wielki łowczy, kochanek Krystyny      | Lockroy          |
| Sentinelli          | kapitan gwardii królowej i jej kochanek       | Ligier           |
| Paula               | paź, kochanka Monaldeschiego                  | panna Noblet     |
| Ebba                | księżna Sparry                                | Eul. Dupuis      |
| Kartezjusz          | filozof francuski, gość i nauczyciel królowej | Delafosse        |
| Baron Steinberg     | mistrz ceremonii na dworze Krystyny           | Lebrun           |
| Steinberg           | bratanek barona Steinberga                    | Jourdan          |
| Magnus de la Gardie | kanclerz królestwa szwedzkiego                | Chilly           |
| Oxenstierna         | najbliższy doradca królowej                   | Delaistre        |

## Miejsce i czas akcji
Prolog i akt pierwszy rozgrywają się w 1649 w Sztokholmie akt drugi w 1654 w Uppsali, akt trzeci, czwarty i piąty w 1657 w Fontainebeau, epilog w 1689 w Rzymie.

## Treść
Prolog – Kartezjusz wita w porcie właśnie przybyłego młodego Steinberga. Nadejście królowej z dworem daje mu okazję do przedstawienia przybyszowi królowej jej dwóch włoskich kochanków: Monaldeschiego i Sentinellego. Monaldeschi i Krystyna wpadają do wody. Steinberg rzuca się na ratunek królowej.
Akt I Paula – Zatrwożona o życie Monaldeschiego Paula, przypada do uratowanego kochanka. Królowa nie umie zrozumieć tej sceny. Tymczasem zwraca się do swego wybawcy, który właśnie przybył z Francji. Rozmawiają o polityce i literaturze francuskiej (Dumas pozwala sobie w tym miejscu na przytyk w stosunku do Akademii Francuskiej, która nie rozumie nowych prądów w sztuce i zwalcza twórczość Corneille’a). Po wyjściu królowej, Mondaleschi, zaniepokojony o swe plany rządów nad Szwecją u boku Krystyny, wypędza Paulę, mimo jej najuniżeńszych próśb o litość.
Akt II Karol Gustaw – Paula wyjawia królowej, że Monaldeschi, pozostaje u jej boku w nadziei na zaszczyty. Królowa czuje się zmęczona ciągłym udawaniem dworaków. Wzywa Monaldeschiego i zarzuca mu interesowność. Ten wypiera się swoich motywacji i zapewnia Krystynę, że kocha ją dla niej samej i przyrzeka być z nią na dobre i złe. Królowa prosi go więc do sali tronowej. Ponieważ tego dnia królowa ma ogłosić kto zostanie jej mężem dworzanie są pewni, że jej wybór padł na Monaldeschiego. Ostatecznie jednak królowa ogłasza swą abdykację. Jest zmęczona byciem od wczesnego dzieciństwa osobą publiczną, pragnie prywatności, wolności. Przekazuje koronę Karolowi Gustawowi. Zachowuje dla siebie tylko majątek, z którego mogłaby żyć i prawo wymierzania sprawiedliwości swoim najbliższym sługom. Odchodząc zwraca się do Monaldeschiego, by dotrzymał przyrzeczenia.
Akt III Corneille – Paula nęka Monaldeschiego, ten obiecuje jej przyszłe szczęście. Odkrył, że królowa spiskuje, by odzyskać tron Szwecji, a ponieważ u jej boku czekają go tylko wyrzuty, ujawnił tę intrygę Karolowi Gustawowi, mając nadzieję na powrót na dwór królewski. Królowa przyjmuje literatów La Calprènede’a i Corneille’a, co daje Dumasowi okazję do kolejnej polemiki z klasycystami. Po ich wyjściu Krystyna z Monaldeschim załatwia korespondencję z królem Ludwikiem, Leibnitzem, Miltonem. Oprócz listu ze Sztokholmu adresowanego do niej, wpada w jej ręce inny, który budzi jej podejrzenia i który ukradkiem chowa. Gdy zostaje sama rozmyśla o swoim powrocie do Szwecji.
Akt IV Sentinelli – Królowa czyta w obecności Sentinellego list wskazujący na zdradę Monaldeschiego. Wzywa wszystkich swoich współpracowników. Monaldeschi widząc, że został zdekonspirowany, rzuca podejrzenie na Sentinellego, a z Paulą umawia się co do natychmiastowej ucieczki i wychodzi osiodłać konia. Królowa nakazuje mu wykonać wyrok na zdrajcy. Sentinelli czeka na niego wraz z dwoma żołnierzami przed drzwiami do pokoju. Ma wątpliwości czy godzi się zamordować człowieka, nawet jeśli jest winny wobe królowej. Wchodzi Monaldeschi i widząc Sentinellego w otoczeniu dwóch żołnierzy sądzi, że ten został aresztowany. Na pytania Sentinellego czy nie czułby litości dla dawnego towarzysza zabaw i broni. Monaldeschi twierdzi, że żadnego, jeśli winien jest zdrady. Wtedy Sentinelli go aresztuje.
Akt V Monaldeschi – Monaldeschi ma nadzieję uciec, lecz okazuje się, że jest dobrze strzeżony. Kiedy zjawia się Paula próbuje ją nakłonić do pomocy w imię ich wzajemnej miłości. Paula jest jednak nieugięta. Daje mu dwa pierścienie z trucizną, jeden dla niego, drugi dla niej. Gdy spożyje swoją truciznę, ma jej odesłać drugi pierścień, aby umarła wraz z nim tak jak sobie przed laty ślubowali. Monaldeschi ma jednak wciąż nadzieję na ocalenie życia. Chcę spotkać się z królową. Wchodzi Sentinelli i wzywa go do królowej. Monaldeschi obawia się jednak dwóch strażników, którzy mu towarzyszą. Nadchodzi Krystyna wraz z ojcem Lebelem, który nakłania ją do miłosierdzia. Monaldeschi odwołuje się do ich wzajemnej miłości. Królowa ulega i daruje mu życie. Monaldeschi obawiając się Pauli, przekazuje jej przez królową pierścień. Dziewczyna spożywa truciznę i wyznawszy królowej, że jest kobietą i kochanką Monaldeschiego, umiera. Wstrząśnięta Krystyna żąda śmierci Monaldeschiego. Sentinelli wykonuje wyrok.
Epilog – Po latach Krystyna umiera w Rzymie. Przybywa delegacja ze Szwecji, która ma za zadanie, wobec bezpotomnej śmierci Karola Gustawa, obwołać królową Krystynę. Królowa wie, że jest już za późno. Z perspektywy śmierci wszelkie minione ambicje wydają się niewiele warte. Wchodzi Steinberg i wprowadza siwego starca. Krystyna rozpoznaje w nim Sentinellego. Przez lata tułał się po świecie, szukając ucieczki od targających nim wyrzutów sumienia. Teraz oskarża Krystynę o wydanie wyroku na Monaldeschiego i śmierć Pauli. Krystyna przypomina sobie młodą dziewczynę i wstrząśnięta umiera. Przybywający ze Szwecji Oxentierna wkłada na głowę zmarłej królewską koronę.

## Premiera
Tymczasem na mieście doszło do zamieszek związanych z zawieszeniem przez króla Izby Deputowanych. Obecny na próbie generalnej Fryderyk Soulié ostrzegł Dumasa, że podczas premiery może dojść do awantury, chcąc wspomóc przyjaciela przyprowadził na premierę pięćdziesięciu robotników ze swego tartaku, którzy pouczeni przez swego pryncypała mieli dać odpór przeciwnikom. 30 marca o godzinie dziewiętnastej, tuż po podniesieniu kurtyny wybuchła wrzawa. Obrońcy klasycyzmu zaczęli wrzeszczeć i gwizdać. Robotnicy z tartaku na znak dany przez Souliégo odpowiedzieli okrzykami: Łotry! Durnie! Perukarze! Łachudry! Wykwintnisie do salonów! Zgiełk zagłuszył kwestie aktorów. Stopniowo jednak powrócił spokój. Okrzyki oburzenia przeszły w oklaski. Kiedy Krystyna na widok rannego, czołgającego się u jej stóp Monaldeschiego, zwróciła się do ojca Lebela: Żal mi go ojcze... Niech go dobiją, dostała owację. Podczas epilogu, w którym Krystyna wyjaśniała powody popełnionego zabójstwa, uwaga publiczności znów zaczęła słabnąć. Gdy królowa zapytała swego lekarza, ile jej jeszcze zostało życia, jakiś widz krzyknął: Jeśli nie umrze do pierwszej, wychodzę!
Dumas nie wiedział, czy odniósł sukces czy klęskę. Na wieczór zaprosił do siebie dwudziestu pięciu gości. Honory domu pełniła Melania Waldor, przyszli Hugo, de Vigny, Boulanger, Planché, Theodore Villenave. Dumas zgodził się, że musi skrócić epilog i dokonać niezbędnych poprawek, ale nie wiedział, czy zdąży do jutra. Hugo i de Vigny zaproponowali, że się tym zajmą. Gdy o świcie ukończyli pracę, zostawili gotowy rękopis na kominku. Wczesnym rankiem zjawił się u Dumasa wydawca Barba, który zaproponował mu dwanaście tysięcy za wydanie rękopisu Krystyny, dwa razy więcej niż dostał za Henryka III. Dumas zadedykował książkę księciu orleańskiemu. Drugie przedstawienie widownia nagrodziła rzęsistymi brawami, wielokrotnie wywołując aktorów na scenę. Recenzje były na ogól przychylne, choć zdarzały się i zjadliwe. Philarete Chasles z La Revue de Paris pisał, że sztuka to jeden niewyobrażalny chaos, a Le Courrier du Theâtre twierdził, że dramat zawdzięcza sukces owacjom niecnych klakierów. Sukces był jednak niewątpliwy. Sztuka podobała się publiczności. Sala była zawsze wypełniona po brzegi.

## Krótka charakterystyka utworu
Krystyna nie dorównuje Henrykowi III. Miesza rodzaje, jest na pół dramatem, na pół tragedią. Wierszom Dumasa daleko jakością do jego prozy. Mimo swych niedoskonałości sztuka ma jednak wartką akcję i znakomite, jak zwykle u Dumasa zakończenia aktów.